# Европско првенство у атлетици за млађе сениоре 2011 — 400 метара препоне за жене
Такмичење у трчању на 400 метара препоне у женској конкуренцији на 8. Европском првенству у атлетици за млађе сениоре 2011. у Острави одржано је 14. и 16. јула 2011. на Градском стадиону.
Титулу освојену у Каунасу 2009, није бранила Пери Шејкс-Дрејтон из Уједињеног Краљевства јер је прешала у сениоре.

## Земље учеснице
Учествовало је 18 такмичарки из 14 земаља.
1. Аустрија (1)
2. Ирска (2)
3. Летонија (1)
4. Немачка (2)
5. Пољска (2)
6. Португалија (1)
7. Румунија (1)
8. Русија (1)
9. Србија (1)
10. Уједињено Краљевство (1)
11. Украјина (2)
12. Финска (1)
13. Француска (1)
14. Швајцарска (1)

## Освајачи медаља
|                          |                         |                                    |
| Хана Јарошчук · Украјина | Хана Титимец · Украјина | Меган Бизли · Уједињено Краљевство |

## Квалификациона норма
Требало је да такмичари остваре квалификациону норму у периоду од 1. јануара 2010. до 4. јула 2011. године.
| Норма |
| ----- |
| 60,50 |

## Сатница
| Датум   | Време |               |
| ------- | ----- | ------------- |
| 14. јул | 11:30 | Квалификације |
| 16. јул | 16:00 | Финале        |

## Рекорди
| Рекорди пре почетка Европског првенства 2011. | Рекорди пре почетка Европског првенства 2011. | Рекорди пре почетка Европског првенства 2011. | Рекорди пре почетка Европског првенства 2011. | Рекорди пре почетка Европског првенства 2011. | Рекорди пре почетка Европског првенства 2011. |
| Рекорди                                       | Атлетичарка                                   | Земља                                         | Време                                         | Место                                         | Датум                                         |
| --------------------------------------------- | --------------------------------------------- | --------------------------------------------- | --------------------------------------------- | --------------------------------------------- | --------------------------------------------- |
| Европски рекорд У-23                          | Татјана Ледовскаја                            | Совјетски Савез                               | 53,18                                         | Сеул, Јужна Кореја                            | 28. септембар 1988                            |
| Рекорди европских првенстава У-23             | Ангела Моросану                               | Румунија                                      | 54,50                                         | Дебрецин, Мађарска                            | 4. јул 2007.                                  |

## Резултати

### Квалификације
Квалификације су одржане 14. јула 2011. године. Такмичарке су биле подељене у 3 групе. У полуфинале су се пласирала прве 2 из сваке групе (КВ) и 2 на основу резултата (кв).
Старт: група 1 у 11:30, група 2 у 11:37, група 3 у 11:44.
| Место | Групе | Стаза | Атлетичарка          | Земља                | ЛР | ЛРС | Резултат | Белешка |
| ----- | ----- | ----- | -------------------- | -------------------- | -- | --- | -------- | ------- |
| 1.    | 1     | 4     | Хана Титимец         | Украјина             |    |     | 56,22    | КВ      |
| 2.    | 1     | 5     | Вера Барбоса         | Португалија          |    |     | 56,70    | КВ, ЛР  |
| 3.    | 1     | 3     | Мажена Косћелњак     | Пољска               |    |     | 57,20    | кв, ЛРС |
| 4.    | 2     | 6     | Меган Бизли          | Уједињено Краљевство |    |     | 57.38    | КВ      |
| 5.    | 3     | 3     | Хана Јарошчук        | Украјина             |    |     | 57,74    | КВ      |
| 6.    | 1     | 6     | Валентајн Аријета    | Швајцарска           |    |     | 57,95    | кв      |
| 7.    | 2     | 5     | Џеси Бар             | Ирска                |    |     | 58,01    | КВ      |
| 8.    | 2     | 4     | Валерија Знаменскаја | Русија               |    |     | 58,40    |         |
| 9.    | 1     | 2     | Мила Андрић          | Србија               |    |     | 58,65    | ЛРС     |
| 10.   | 2     | 3     | Ана Раукуц           | Немачка              |    |     | 58,66    |         |
| 11.   | 3     | 6     | Кристијане Клопш     | Мађарска             |    |     | 58,72    | КВ      |
| 12.   | 2     | 7     | Андреа Јонеску       | Румунија             |    |     | 59,51    |         |
| 13.   | 1     | 7     | Рафаела Дорфер       | Аустрија             |    |     | 1:00,15  |         |
| 14.   | 2     | 2     | Карен Жан-Франсоа    | Француска            |    |     | 1:00,71  |         |
| 15.   | 3     | 2     | Анина Лаитинен       | Финска               |    |     | 1:00,98  |         |
| 16.   | 3     | 4     | Јоана Линкевич       | Пољска               |    |     | 1:01,24  |         |
| 17.   | 3     | 5     | Лига Велвере         | Летонија             |    |     | 1:01,45  |         |
| 18.   | 3     | 7     | Калин Шихан          | Ирска                |    |     | 1:03,46  |         |

### Финале
Финале је одржано 16. јула 2011. године у 16:00.,
| Место | Стаза | Атлетичарка       | Земља                | Резултат | Белешка |
| ----- | ----- | ----------------- | -------------------- | -------- | ------- |
|       | 5     | Хана Јарошчук     | Украјина             | 54,77    | ЛР      |
|       | 6     | Хана Титимец      | Украјина             | 54,91    |         |
|       | 3     | Меган Бизли       | Уједињено Краљевство | 55,69    | ЛР      |
| 4.    | 4     | Вера Барбоса      | Португалија          | 55,81    | НР, ЛР  |
| 5.    | 8     | Џеси Бар          | Ирска                | 56,62    | ЛР      |
| 6.    | 7     | Кристијане Клопш  | Немачка              | 57,05    | ЛРС     |
| 7.    | 2     | Валентајн Аријета | Швајцарска           | 57,43    |         |
| 8.    | 1     | Мажена Косћелњак  | Пољска               | 57,99    | ЛРС     |